# Liste der denkmalgeschützten Objekte in Pöchlarn
Die Liste der denkmalgeschützten Objekte in Pöchlarn enthält die 21 denkmalgeschützten, unbeweglichen Objekte der niederösterreichischen Stadtgemeinde Pöchlarn.

## Denkmäler
| Foto |                 | Denkmal                                                                                          | Standort                                              | Beschreibung | Metadaten |
| ---- | --------------- | ------------------------------------------------------------------------------------------------ | ----------------------------------------------------- | --- | --- |
| ja   | Datei hochladen | Friedhofskapelle Schmerzhafte Muttergottes HERIS-ID: 69198 Objekt-ID: 82247                      | gegenüber Gernotstraße 38 Standort KG: Pöchlarn       | Um 1250 entstand an dieser Stelle eine dreischiffige Basilika in spätromanischem Stil, die 1786 entweiht und 1822–1835 großteils abgetragen wurde. Der Chor blieb erhalten, erhielt eine neugotische Giebelfassade und fand als Gruft Verwendung. 1854 wurde das Bauwerk als Friedhofskapelle neu geweiht. | BDA-Hist.: Q38121838 Status: § 2a Stand der BDA-Liste: 2025-06-30 Name: Friedhofskapelle Schmerzhafte Muttergottes GstNr.: .104 Friedhofskapelle Schmerzhafte Muttergottes, Pöchlarn |
| ja   | Datei hochladen | Marienbrunnen HERIS-ID: 68363 Objekt-ID: 81368                                                   | gegenüber Kirchenplatz 4 Standort KG: Pöchlarn        | Über einem runden Steintrog erheben sich zwei durch einen Sprenggiebelaufsatz verbundene Säulen mit bekrönender Madonnenstatue. Das Denkmal ist mit 1640 bezeichnet. Der Brunnen wurde Mitte der 2010er Jahre von vor dem Haus Wiener Straße 1 auf den Kirchenplatz beim Kirchturm der Pfarrkirche versetzt. | BDA-Hist.: Q38119506 Status: § 2a Stand der BDA-Liste: 2025-06-30 Name: Marienbrunnen GstNr.: 1311/9 Marienbrunnen, Pöchlarn                                                         |
| ja   | Datei hochladen | Kath. Pfarrkirche Mariae Himmelfahrt HERIS-ID: 50437 Objekt-ID: 55414                            | bei Kirchenplatz 1 Standort KG: Pöchlarn              | Im Kern spätgotischer Bau. Hallenlanghaus nach Brand 1766–1768 barockisiert; hoher viergeschoßiger Westturm mit ausgewogener barocker Gliederung. An der Westwand sowie der Nord- und Südwand des Langhauses römische Reliefbruchstücke und zahlreiche Inschriftentafeln. | BDA-Hist.: Q38040118 Status: § 2a Stand der BDA-Liste: 2025-06-30 Name: Kath. Pfarrkirche Mariae Himmelfahrt GstNr.: .51 Pfarrkirche Pöchlarn                                        |
| BW   | Datei hochladen | Spätantiker Hufeisenturm im Kommunalzentrum Pöchlarn HERIS-ID: 112856 Objekt-ID: 131081seit 2017 | Kirchenplatz 1 Standort KG: Pöchlarn                  | Bei Grabungen in den Jahren 2002 und 2003 wurden an der Südmauer des ehemaligen Kastells die Reste eines spätantiken Hufeisenturms entdeckt. | BDA-Hist.: Q37832391 Status: Bescheid Stand der BDA-Liste: 2025-06-30 Name: Spätantiker Hufeisenturm im Kommunalzentrum Pöchlarn GstNr.: 1406                                        |
| ja   | Datei hochladen | Schloss Pöchlarn und Nebengebäude HERIS-ID: 44847 Objekt-ID: 45726                               | Nibelungenstraße 4 Standort KG: Pöchlarn              | Hakenförmiger zweigeschoßiger Bau im Osten der Altstadt. Südtrakt aus der 2. Hälfte des 16. Jahrhunderts mit wesentlich älterem Kern; Neubau des Nordtraktes sowie Fassadierung nach 1823. | BDA-Hist.: Q38011263 Status: Bescheid Stand der BDA-Liste: 2025-06-30 Name: Schloss Pöchlarn und Nebengebäude GstNr.: 101 Schloss Pöchlarn                                           |
| ja   | Datei hochladen | Römisches Lager, Zivilsiedlung und Gräberfeld Arelape HERIS-ID: 112236 Objekt-ID: 130309         | Ortsried Standort KG: Pöchlarn                        | Das zum norischen Limes zählende Hilfstruppen- und Reiterlager wurde nahe der Mündung der Erlauf in die Donau angelegt und war vermutlich vom 1. bis ins 5. Jahrhundert mit römischen Soldaten belegt. Fast alle geographischen Hauptquellen für die Zeit der römischen Antike führen den Ort an. Im 4. Jahrhundert gelangte es durch die Stationierung einer Einheit der römischen Donauflotte zu größerer Bedeutung. Ein von ihr als Hafen genutzter Altarm trennte das vermutlich auf einer Insel gelegene Kastell von der Zivilsiedlung (Vicus). Der nördliche Teil wurde von der Donau abgeschwemmt, der südliche ist heute zur Gänze durch die Altstadt überbaut. Reste eines spätantiken Fächerturms und Mauerreste haben sich im Keller des Pflegezentrums, bei der Pfarrkirche und am Thörringplatz erhalten. Im Süden und Südosten war das Lager von einer Zivilsiedlung umgeben, hier konnten auch einige Straßenbefunde festgestellt werden. Während im Westen des Kastells, bei Brunn, nur ein Bestattungsplatz bekannt ist, befand sich im Osten, im Bereich der Rüdigerstraße, ein ausgedehntes spätantikes Gräberfeld. Vereinzelt wurden auch an der Wienerstraße Gräber entdeckt, die an der Verlängerung der durch das östliche Lagertor führenden Straße lagen. | BDA-Hist.: Q2654485 Status: Bescheid Stand der BDA-Liste: 2025-06-30 Name: Römisches Lager, Zivilsiedlung und Gräberfeld Arelape GstNr.: 83/1, 86/2, 101, 240/2, 240/5, 1334         |
| ja   | Datei hochladen | Nischenbildstock mit Kruzifix HERIS-ID: 69194 Objekt-ID: 82243                                   | gegenüber Kirchenplatz 6 Standort KG: Pöchlarn        | An eine Hausrückwand angestellte Giebelkapelle mit Lanzengitter, 1. Hälfte des 19. Jahrhunderts. Kruzifix mit vermutlich barockem Corpus. | BDA-Hist.: Q38121816 Status: § 2a Stand der BDA-Liste: 2025-06-30 Name: Nischenbildstock mit Kruzifix GstNr.: 107 Nischenbildstock mit Kruzifix Pöchlarn                             |
| ja   | Datei hochladen | Kapelle hl. Johannes der Täufer/ehem. Karner HERIS-ID: 69195 Objekt-ID: 82244                    | am Pfarrplatz Standort KG: Pöchlarn                   | Kleiner spätgotischer Rechteckbau mit polygonalem Schluss und kräftigen Strebepfeilern südlich neben der Kirche. 1429 urkundlich erwähnt, 1783 Totenkammer, 1885 nach Brand wieder als Kapelle eingerichtet. | BDA-Hist.: Q38121828 Status: § 2a Stand der BDA-Liste: 2025-06-30 Name: Kapelle hl. Johannes der Täufer/ehem. Karner GstNr.: .52 Kapelle Johannes der Täufer, Pöchlarn               |
| ja   | Datei hochladen | Figurenbildstock hl. Johannes Nepomuk HERIS-ID: 68361 Objekt-ID: 81366                           | am Pfarrplatz Standort KG: Pöchlarn                   | Statue des Heiligen Johannes Nepomuk auf Postament, 1725 gestiftet. | BDA-Hist.: Q38119497 Status: § 2a Stand der BDA-Liste: 2025-06-30 Name: Figurenbildstock hl. Johannes Nepomuk GstNr.: 107 Johann Nepomuk, Pfarrplatz, Pöchlarn                       |
| ja   | Datei hochladen | Ehem. Rathaus, Gamingerhof HERIS-ID: 50436seit 2024                                              | Regensburger Straße 11 Standort KG: Pöchlarn          | Der Gamingerhof wurde 1346 erwähnt, als er von der Kartause Gaming gekauft wurde, die dort eine Niederlassung errichtete. Von Ende des 18. bis Anfang des 21. Jahrhunderts fungierte er als Rathaus. Zum Hof führt ein Korbbogenportal, von den Hoftrakten wurde etwa die Hälfte 2023 abgerissen. | BDA-Hist.: Q126122338 Status: Bescheid Stand der BDA-Liste: 2025-06-30 Name: Ehem. Rathaus, Gamingerhof GstNr.: .21/1 Gamingerhof, Pöchlarn                                          |
| ja   | Datei hochladen | Welserturm mit Heimatmuseum HERIS-ID: 57955 Objekt-ID: 68324                                     | Regensburgerstraße 14a Standort KG: Pöchlarn          | Massiger mittelalterlicher Rundturm aus unverputztem Bruchsteinmauerwerk, ehemals nordwestlicher Eckturm der Stadtbefestigung Pöchlarn. 1998 neuer Dachaufsatz. 1931 Einrichtung des Heimatmuseums im Turm. | BDA-Hist.: Q38079589 Status: § 2a Stand der BDA-Liste: 2025-06-30 Name: Welserturm mit Heimatmuseum GstNr.: .22/2 Welserturm, Pöchlarn                                               |
| ja   | Datei hochladen | Ehem. Matznerhaus HERIS-ID: 34769 Objekt-ID: 33164                                               | Sandtorgasse 6 Standort KG: Pöchlarn                  | Zweigeschoßiger Bau mit secessionistischer Fassade, im Kern aus der 2. Hälfte des 16. Jahrhunderts. | BDA-Hist.: Q37960105 Status: Bescheid Stand der BDA-Liste: 2025-06-30 Name: Ehem. Matznerhaus GstNr.: .20/2                                                                          |
| ja   | Datei hochladen | Segelhaus mit Stadtmauerabschnitt HERIS-ID: 60952 Objekt-ID: 73339                               | Sandtorgasse 8 Standort KG: Pöchlarn                  | Zweigeschoßiger Bau mit Walmdach, Fassade aus der Mitte des 19. Jahrhunderts. | BDA-Hist.: Q38093777 Status: Bescheid Stand der BDA-Liste: 2025-06-30 Name: Segelhaus mit Stadtmauerabschnitt GstNr.: .19 Segelhaus, Pöchlarn                                        |
| ja   | Datei hochladen | Burgerturm und Stadtmauerrest HERIS-ID: 68358 Objekt-ID: 81363                                   | Sandtorgasse 10 Standort KG: Pöchlarn                 | Rechteckturm mit Zinnenbekrönung, im Kern aus dem 14. Jahrhundert, später zu Wohnhaus umgebaut. | BDA-Hist.: Q38119485 Status: § 2a Stand der BDA-Liste: 2025-06-30 Name: Burgerturm und Stadtmauerrest GstNr.: .18 Burgerturm, Pöchlarn                                               |
| ja   | Datei hochladen | Bürgerhaus HERIS-ID: 69193 Objekt-ID: 82242                                                      | Thörringplatz 2 Standort KG: Pöchlarn                 | Zweigeschoßiger Bau aus der 2. Hälfte des 16. Jahrhunderts, im Obergeschoß dreiachsiger Flacherker. | BDA-Hist.: Q38121806 Status: Bescheid Stand der BDA-Liste: 2025-06-30 Name: Bürgerhaus GstNr.: 121/1 Bürgerhaus Thörringplatz 2 Pöchlarn                                             |
| ja   | Datei hochladen | Gasthaus Nibelungenhof HERIS-ID: 34770 Objekt-ID: 33165                                          | Thörringplatz 3 Standort KG: Pöchlarn                 | Zweigeschoßiger Bau unter Halbwalmdach, im 16. Jahrhundert aus mehreren spätgotischen Häusern zusammengelegt. | BDA-Hist.: Q37960120 Status: Bescheid Stand der BDA-Liste: 2025-06-30 Name: Gasthaus Nibelungenhof GstNr.: .34 Nibelungenhof, Pöchlarn                                               |
| ja   | Datei hochladen | Bürgerhaus HERIS-ID: 69189 Objekt-ID: 82238                                                      | Thörringplatz 4 Standort KG: Pöchlarn                 | Zweigeschoßiges Gebäude mit Satteldach, Fassade von 1952. | BDA-Hist.: Q38121788 Status: Bescheid Stand der BDA-Liste: 2025-06-30 Name: Bürgerhaus GstNr.: .35 Bürgerhaus Thörringplatz 4 Pöchlarn                                               |
| ja   | Datei hochladen | Wolfgangbrunnen HERIS-ID: 68365 Objekt-ID: 81370                                                 | bei Thörringplatz 5 Standort KG: Pöchlarn             | Brunnen mit Aufsatzstatue des Heiligen Wolfgang, bezeichnet 1640. | BDA-Hist.: Q38119537 Status: § 2a Stand der BDA-Liste: 2025-06-30 Name: Wolfgangbrunnen GstNr.: 1311/2 Wolfgangbrunnen Pöchlarn                                                      |
| ja   | Datei hochladen | Figurenbildstock, Herzogenburgersäule HERIS-ID: 68351 Objekt-ID: 81356                           | bei Wiener Straße 46 Standort KG: Pöchlarn            | Polygonales Postament mit Reliefs vierer Heiliger, 2. Hälfte des 17. Jahrhunderts. | BDA-Hist.: Q38119473 Status: § 2a Stand der BDA-Liste: 2025-06-30 Name: Figurenbildstock, Herzogenburgersäule GstNr.: 54 Herzogenburgersäule, Pöchlarn                               |
| ja   | Datei hochladen | Urfahrturm und Zwingermauerabschnitt HERIS-ID: 25910 Objekt-ID: 22360                            | Wienerstraße 5 Standort KG: Pöchlarn                  | Ehemaliger nordöstlicher Eckturm der Stadtbefestigung an der Nordseite des Hauses Wienerstraße 5. Im Kern aus dem 15. Jahrhundert, Konsolfries und Zinnenbekrönung um 1900. | BDA-Hist.: Q37897357 Status: Bescheid Stand der BDA-Liste: 2025-06-30 Name: Urfahrturm und Zwingermauerabschnitt GstNr.: .68, 28, 29/2 Urfahrturm, Pöchlarn                          |
| ja   | Datei hochladen | Figurenbildstock hl. Johannes Nepomuk HERIS-ID: 76353 Objekt-ID: 89913                           | nördlich Regensburger Straße 17 Standort KG: Pöchlarn | Statue des Heiligen Johannes Nepomuk auf Postament mit Volutenflanken und Puttenfiguren, bezeichnet 1725. | BDA-Hist.: Q38143659 Status: § 2a Stand der BDA-Liste: 2025-06-30 Name: Figurenbildstock hl. Johannes Nepomuk GstNr.: 1392/9 Figurenbildstock Johannes Nepomuk, Pöchlarn             |